# Ivomadus

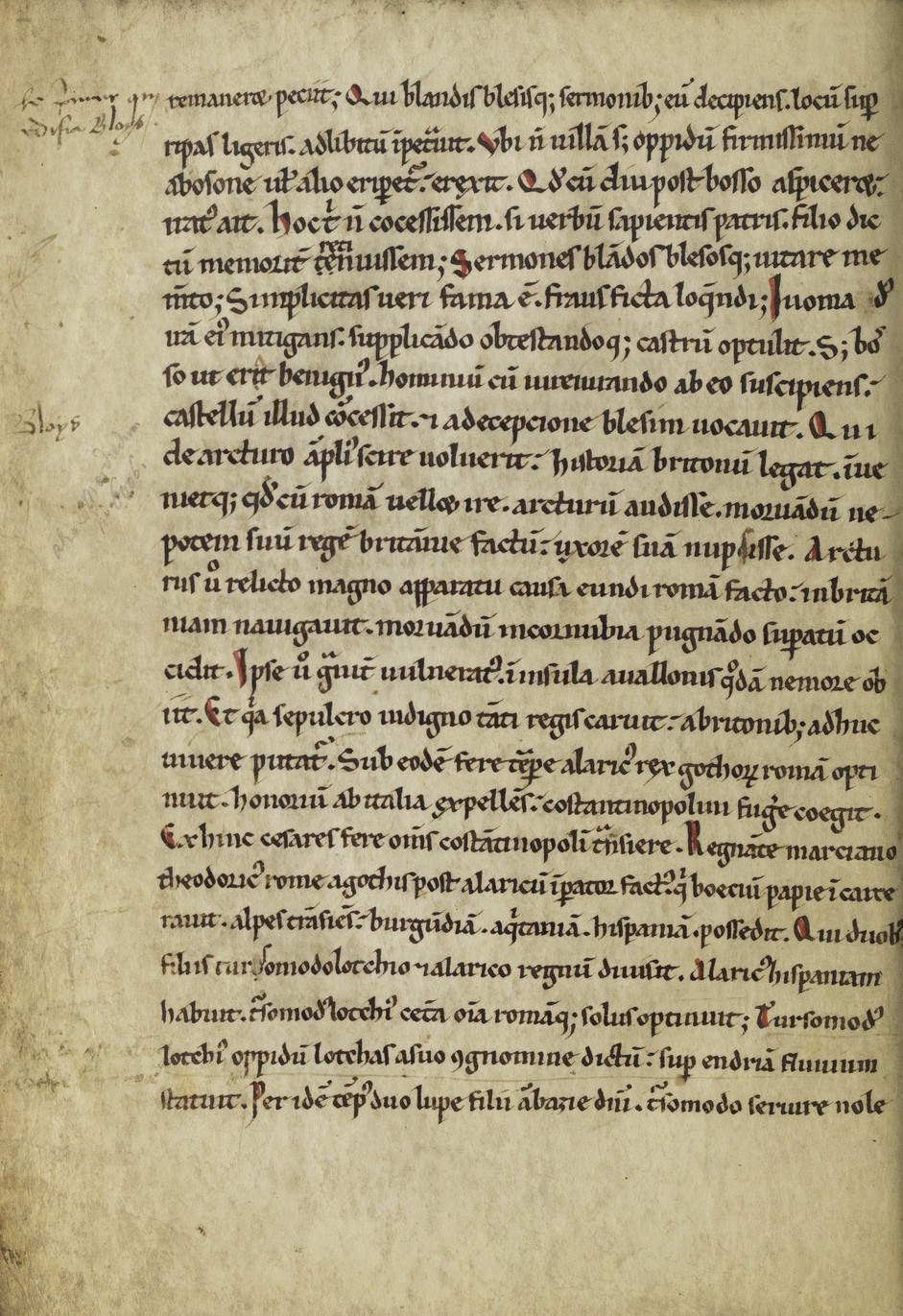
Folio du Liber de compositione évoquant la prise de Blois par Ivomadus (XIIIe siècle)

Ivomadus ou Yvomadus, nom latinisé d'Iwomad (fl. 410), est un chef breton semi-légendaire du Ve siècle, principalement crédité pour avoir été illégalement comte et premier souverain du royaume de Blois sous le règne d'Honorius.

## Origine
Le récit de sa "conquête" de la cité blésoise est tiré d'une interpolation du scribe Jean de Marmoutier, auteur - entre autres - de la Gesta Consulum Andegavorum dédié à Foulques IV Réchin, fraction d'un vaste corpus historique consacré aux anciens comtes d'Anjou (les Chroniques d'Anjou). Le texte, le Liber de compositione castri Ambaziae (Livre d'extraits composés de Blois), est une compilation d'extraits de Geoffroy de Monmouth mêlés à des transcriptions de traditions orales locales.
L'extrait évoque des événements plus ou moins contemporains du sac de Rome par Alaric : Avec une troupe nombreuse, Ivomadus lutte contre le franc Boson/Odon et obtient de lui un domaine où s'établir. Ce court récit fait office de mythe fondateur de la ville, bien que l'archéologie aie révélé des traces de villae gallo-romaines sur les rives de la Loire, ainsi que la présence d'un pont. Après la fondation du royaume de Blois, Ivomadus disparaît complètement des sources.
« DE BLESI CRONICA
Ivomadus quidam juvenis de Britannia, secum habens mille viros, a prelio cum Bosone Carnotensi consule rediens, locum in comitatu suo ubi remaneret petiit. Qui blandis blesisque sermonibus eum decipiens, locum super ripas Ligeris ad libitum impetravit. Ubi non villam sed oppidum firmissimum, ne a Bosone vel alio eriperetur, erexit. Quod cum diu post Boso aspiceret, iratus ait : « Hoc tibi non concessissem si verbum sapientis patris filio dictum memoriter retinuissem :
Sermones blandos blesosque vitare memento :
Simplicitas veri fatna esse, frans ficta loquendi 
Ivomadus, iram ejus mitigans, supplicando obtestandoque castrum optulit ; sed Boso, ut erat benignus, hominium cum jurejurando ab eo suscipiens, castellum illud concessit et a deceptione Blesim vocavit. »
« LA CHRONIQUE DE BLOIS
Un certain jeune guerrier, Ivomadus, venu de Bretagne avec un millier d'hommes à ses côtés, et revenant d'un combat contre le consul de Chartres Boson, désirait arracher à ce dernier un morceau de ses terres. Il le dupa par des promesses sournoises, et obtint finalement un fief sur les rives de la Loire : Il y éleva une puissante forteresse au lieu de les mettre en culture, sans l'accord de personne. Lorsque Boson s'en aperçut, longtemps après, il dit plein de colère : « Je ne t'aurais jamais donné cet endroit si je m'étais souvenu de l'adage paternel :
Prenez garde des discours flatteurs et cauteleux, car le langage de la vérité est simple, et celui du mensonge insidieux.

Ivomadus, adoucissant sa colère, offrit de rendre son fortin avec force supplications et de serments solennels ; mais Boson, qui était d'un naturel généreux, accueillit les hommes avec un nouveau serment, céda finalement le camp et lui abandonna Blois par cette ruse. »
La ville, centre de brigandage dans toute la zone entre Tours et Orléans, est reprise par Clovis la dixième année de son règne (c.491) ; mais les bretons ne seront confinés en deçà de la Vilaine que vers l'an 500, avec l'intercession de l'évêque Melaine.